# Lonquimay (La Pampa)
Lonquimay es una localidad en la provincia de La Pampa, Argentina, dentro del departamento Catriló a la vera de la Ruta nacional 5. Su zona rural se extiende también sobre el departamento Quemú Quemú.
Es un lugar donde la tranquilidad se respira a cada paso lo que es acompañado por el cálido recibimiento de sus habitantes.
De gran pujanza agrícola-ganadera, cuna de artistas, de buena gente.

## Historia
La localidad de Lonquimay data de 1905, se eligió como fecha de fundación el 19 de junio de ese año debido a que se realizó el remate de terrenos lindantes con la estación de ferrocarril, propiedad del señor Madero, rematado por los señores Suffern y Berro.
En ese momento se empezaron a instalar los primeros pobladores y comercios. Las familias tradicionales del pueblo eran Altube, Arrieta, Carnicelli, Fernández, Menéndez,Hernández, Montero, Pezzola, Souto, Tapia, Vilacoba; Arabaolaza; siendo la mayoría de ellos inmigrantes españoles e italianos. También hubo otros inmigrantes de la comunidad sirio libanesa como Aude, Ale.

## Población
Contó con 1954 habitantes (Indec, 2022), lo que representa un incremento del 16,3% frente a los 1680 habitantes (Indec, 2010) del censo anterior.
| Gráfica de evolución demográfica de Lonquimay entre 1991 y 2022 |
|                                                                 |
| Fuente: Censos nacionales del INDEC                             |

## Instituciones intermedias
- Escuela N.º 35 "JUSTO JOSÉ DE URQUIZA"
- Colegio Secundario Julio Neri Rubio
- Asociación Recreativa de Fomento y Cultura "Lonquimay Club"
- Parroquia Sagrado Corazón de Jesús
- Sociedad Espiritista Caridad Cristiana
- Asociación Tradicionalista "Rebenque y Guitarra"
- Asociación Civil Rural de Lonquimay
- Biblioteca Popular María Rubio de Bada
- Bomberos Voluntarios de Lonquimay

## Personalidades destacadas
- Facundo Fernández Molina, jugador de pádel
- Lucas Arrieta, cantante lírico
- Thomás Vázquez (1990), músico, folclorista, cantante melódico